# Vicente (futebolista)
Vicente Gonçalves de Paulo, conhecido simplesmente como Vicente (Bagé, 5 de setembro de 1949 — Porto Alegre, 24 de dezembro de 2011) foi um futebolista e treinador de futebol brasileiro. Como jogador atuou primeiramente como meia-cancha no começo da carreira e depois como zagueiro.

## Biografia

### Como jogador
Vicente iniciou sua carreira como centromédio, em Bagé, no Guarany, onde chegou no juvenil em 1967 e foi o capitão da equipe que em 1970, sob o comando do treinador Saulzinho, se tornou hexacampeão citadino.
No início dos anos 70, integrou a Seleção Brasileira do Exército.
Em 1971, por indicação de Calvet, foi vendido ao Santos por 150 mil cruzeiros. Estreou na equipe santista em 9 de setembro de 1971, contra o América-MG no Parque Antártica, atuando ao lado de Ramos Delgado.
Em janeiro de 1972, acertou seu primeiro contrato com o Santos, e conseguiu a liberação definitiva do exército para seguir sua carreira no futebol.
Em 1973, conquistou o título de Campeão Paulista, fazendo dupla de zaga ora com Marinho Peres, ora com Carlos Alberto Torres, atuando em 68 partidas no ano, a maioria delas, como titular.
Durante o ano de 1974 e meados de 1975, foi capitão do clube. Após algumas lesões, Vicente não conseguiu retomar seu lugar na equipe.
Em 1976, se transferiu para o Coritiba por empréstimo, onde conquistou o título estadual. No final da temporada foi vendido para o Grêmio.
No Grêmio fez parte da incrível equipe que levantou o Campeonato Brasileiro de 1981. Ganhou também os estaduais de 77, 79 e 80.
Coritiba, Caxias e São José de Porto Alegre foram os demais clubes em que Vicente acabou  consagrando-se como quarto-zagueiro, enquanto jogador.

### Como técnico
Vicente foi também treinador profissional de futebol, tendo trabalhado no Bagé em três oportunidades (1984, 1987 e 1993), dirigindo a equipe em 58 partidas, com 22 vitórias, 17 empates e 19 derrotas. Começou dirigindo a equipe jalde-negra no Gauchão de 1984. Em 1993, sob o comando de Vicente por boa parte da temporada, o Bagé conquistou o acesso à Primeira Divisão de futebol profissional do Rio Grande do Sul.

## Morte
Morreu em Porto Alegre na véspera de natal de 2011, vítima de câncer.

## Títulos

### Como jogador
Guarany-RS
- Campeonato Citadino de Bagé: 1970

Santos
- Campeonato Paulista: 1973[16]

Coritiba
- Campeonato Paranaense: 1976[17]

Grêmio
- Campeão Gaúcho de 1977
- Campeão Gaúcho de 1979
- Campeão Gaúcho de 1980 [18]
- Campeonato_Brasileiro_de_Futebol_de_1981[19]

#### Títulos Internacionais
- Torneio Ciudad de Rosário: 1979 [20]

- Trofeo Torre Del Vigia (Copa Punta Del Este): 1981[21]

### Como Treinador
Vicente treinou e teve participação decisiva no acesso do Bagé à Primeira Divisão de Futebol do Rio Grande do Sul em 1993.
- Vice-campeão da Série B em 1993 [22]